# Estados Unidos en los Juegos Olímpicos de Los Ángeles 1984
Estados Unidos estuvo representado en los Juegos Olímpicos de Los Ángeles 1984 por un total de 522 deportistas, 338 hombres y 183 mujeres, que compitieron en 25 deportes.
El portador de la bandera en la ceremonia de apertura fue el atleta Edward Burke.

## Medallistas
El equipo olímpico estadounidense obtuvo las siguientes medallas:
| Nombre | Deporte               | Competición                      |
| --- | --------------------- | -------------------------------- |
| Oro |                       |                                  |
| Evelyn Ashford | Atletismo             | 100 m F                          |
| Valerie Brisco-Hooks | Atletismo             | 200 m F                          |
| Valerie Brisco-Hooks | Atletismo             | 400 m F                          |
| Benita Fitzgerald | Atletismo             | 100 m vallas F                   |
| Alice Brown Jeanette Bolden Chandra Cheeseborough Evelyn Ashford                                                                               | Atletismo             | 4 × 100 m F                      |
| Lillie Leatherwood Sherri Howard Valerie Brisco-Hooks Chandra Cheeseborough Diane Dixon Denean Howard                                          | Atletismo             | 4 × 400 m F                      |
| Joan Benoit | Atletismo             | Maratón F                        |
| Carl Lewis | Atletismo             | 100 m M                          |
| Carl Lewis | Atletismo             | 200 m M                          |
| Alonzo Babers | Atletismo             | 400 m M                          |
| Roger Kingdom | Atletismo             | 110 m vallas M                   |
| Edwin Moses | Atletismo             | 400 m vallas M                   |
| Sam Graddy Ron Brown Calvin Smith Carl Lewis                                                                                                   | Atletismo             | 4 × 100 m M                      |
| Sunder Nix Ray Armstead Alonzo Babers Antonio McKay Walter McCoy Willie Smith                                                                  | Atletismo             | 4 × 400 m M                      |
| Carl Lewis | Atletismo             | Salto de longitud M              |
| Al Joyner | Atletismo             | Triple salto M                   |
| Equipo | Baloncesto            | Torneo F                         |
| Equipo | Baloncesto            | Torneo M                         |
| Paul Gonzales | Boxeo                 | 48 kg M                          |
| Steve McCrory | Boxeo                 | 51 kg M                          |
| Meldrick Taylor | Boxeo                 | 57 kg M                          |
| Pernell Whitaker | Boxeo                 | 60 kg M                          |
| Jerry Page | Boxeo                 | 63,5 kg M                        |
| Mark Breland | Boxeo                 | 67 kg M                          |
| Frank Tate | Boxeo                 | 71 kg M                          |
| Henry Tillman | Boxeo                 | 91 kg M                          |
| Tyrell Biggs | Boxeo                 | +91 kg M                         |
| Steve Hegg | Ciclismo en pista     | Persecución ind. M               |
| Mark Gorski | Ciclismo en pista     | Velocidad ind. M                 |
| Connie Carpenter | Ciclismo en ruta      | Ruta ind. F                      |
| Alexi Grewal | Ciclismo en ruta      | Ruta ind. M                      |
| Mary Lou Retton | Gimnasia              | Concurso completo ind. F         |
| Julianne McNamara | Gimnasia              | Barras asimétricas F             |
| Bart Conner | Gimnasia              | Paralelas M                      |
| Peter Vidmar | Gimnasia              | Caballo con arcos M              |
| Bart Conner Timothy Daggett Mitchell Gaylord James Hartung Scott Johnson Peter Vidmar                                                          | Gimnasia              | Concurso completo por eqs. M     |
| Joseph Fargis (Touch of Class) | Hípica                | Saltos ind.                      |
| Joseph Fargis (Touch of Class) Conrad Homfeld (Abdullah) Leslie Howard (Albany) Melanie Smith (Calypso)                                        | Hípica                | Saltos por eqs.                  |
| Michael Plumb (Blue Stone) Karen Stives (Ben Arthur) Torrance Fleischmann (Finvarra) Bruce Davidson (JJ Babu)                                  | Hípica                | Concurso completo por eqs.       |
| Steve Fraser | Lucha grecorromana    | 90 kg M                          |
| Jeff Blatnick | Lucha grecorromana    | +100 kg M                        |
| Robert Weaver | Lucha libre           | 48 kg M                          |
| Randall Lewis | Lucha libre           | 62 kg M                          |
| David Schultz | Lucha libre           | 74 kg M                          |
| Mark Schultz | Lucha libre           | 82 kg M                          |
| Edward Banach | Lucha libre           | 90 kg M                          |
| Ludwig Banach | Lucha libre           | 100 kg M                         |
| Bruce Baumgartner | Lucha libre           | +100 kg M                        |
| Carrie Steinseifer | Natación              | 100 m libre F                    |
| Nancy Hogshead | Natación              | 100 m libre F                    |
| Mary Wayte | Natación              | 200 m libre F                    |
| Tiffany Cohen | Natación              | 400 m libre F                    |
| Tiffany Cohen | Natación              | 800 m libre F                    |
| Theresa Andrews | Natación              | 100 m espalda F                  |
| Mary T. Meagher | Natación              | 100 m mariposa F                 |
| Mary T. Meagher | Natación              | 200 m mariposa F                 |
| Tracy Caulkins | Natación              | 200 m estilos F                  |
| Tracy Caulkins | Natación              | 400 m estilos F                  |
| Jenna Johnson Carrie Steinseifer Dara Torres Nancy Hogshead Jill Sterkel Mary Wayte                                                            | Natación              | 4 × 100 m libre F                |
| Theresa Andrews Tracy Caulkins Mary T. Meagher Nancy Hogshead Betsy Mitchell Susan Rapp Jenna Johnson Carrie Steinseifer                       | Natación              | 4 × 100 m estilos F              |
| Rowdy Gaines | Natación              | 100 m libre M                    |
| George DiCarlo | Natación              | 400 m libre M                    |
| Mike O'Brien | Natación              | 1500 m libre M                   |
| Rick Carey | Natación              | 100 m espalda M                  |
| Rick Carey | Natación              | 200 m espalda M                  |
| Steve Lundquist | Natación              | 100 m braza M                    |
| Chris Cavanaugh Mike Heath Matt Biondi Rowdy Gaines Tom Jager Robin Leamy                                                                      | Natación              | 4 × 100 m libre M                |
| Mike Heath David Larson Jeff Float Bruce Hayes Geoff Gaberino Richard Saeger                                                                   | Natación              | 4 × 200 m libre M                |
| Rick Carey Steve Lundquist Pablo Morales Rowdy Gaines Dave Wilson Richard Schroeder Mike Heath Tom Jager                                       | Natación              | 4 × 100 m estilos M              |
| Tracie Ruiz | Natación sincronizada | Solo F                           |
| Candy Costie Tracie Ruiz | Natación sincronizada | Dúo F                            |
| Kristen Thorsness Kristine Norelius Shyril O'Steen Carie Graves Kathryn Keeler Harriet Metcalf Elizabeth Ann Beard Carol Bower Jeanne Flanagan | Remo                  | Ocho con timonel (W8+) F         |
| Bradley Lewis Paul Enquist | Remo                  | Doble scull (M2x) M              |
| Greg Louganis | Saltos                | Trampolín 3 m M                  |
| Greg Louganis | Saltos                | Plataforma 10 m M                |
| Pat Spurgin | Tiro                  | Rifle de aire 10 m F             |
| Edward Etzel | Tiro                  | Rifle en posición tendida 50 m M |
| Matthew Dryke | Tiro                  | Skeet mixto                      |
| Darrell Pace | Tiro con arco         | Individual M                     |
| Jonathan McKee William Carl Buchan | Vela                  | Flying Dutchman M                |
| William Earl Buchan Steven Erickson | Vela                  | Star M                           |
| Robert Haines Edward Trevalyan Roderick Davis                                                                                                  | Vela                  | Soling M                         |
| Equipo | Voleibol              | Torneo M                         |
| Plata |                       |                                  |
| Alice Brown | Atletismo             | 100 m F                          |
| Florence Griffith | Atletismo             | 200 m F                          |
| Chandra Cheeseborough | Atletismo             | 400 m F                          |
| Kim Gallagher | Atletismo             | 800 m F                          |
| Judi Brown | Atletismo             | 400 m vallas F                   |
| Leslie Deniz | Atletismo             | Disco F                          |
| Jackie Joyner | Atletismo             | Heptatlón F                      |
| Sam Graddy | Atletismo             | 100 m M                          |
| Kirk Baptiste | Atletismo             | 200 m M                          |
| Greg Foster | Atletismo             | 110 m vallas M                   |
| Danny Harris | Atletismo             | 400 m vallas M                   |
| Mike Conley | Atletismo             | Triple salto M                   |
| Mike Tully | Atletismo             | Salto con pértiga M              |
| Michael Carter | Atletismo             | Peso M                           |
| Mac Wilkins | Atletismo             | Disco M                          |
| Virgil Hill | Boxeo                 | 75 kg M                          |
| David Grylls Steve Hegg Patrick McDonough Leonard Nitz Brent Emery                                                                             | Ciclismo en pista     | Persecución por eqs. M           |
| Mark GorskiNelson Vails | Ciclismo en pista     | Velocidad ind. M                 |
| Rebecca Twigg | Ciclismo en ruta      | Ruta ind. F                      |
| Pamela Bileck Michelle Dusserre Kathy Johnson Julianne McNamara Mary Lou Retton Tracee Talavera                                                | Gimnasia              | Concurso completo por eqs. F     |
| Julianne McNamara | Gimnasia              | Suelo F                          |
| Mary Lou Retton | Gimnasia              | Salto de potro F                 |
| Peter Vidmar | Gimnasia              | Concurso completo ind. M         |
| Mitchell Gaylord | Gimnasia              | Salto de potro M                 |
| Mario Martinez | Halterofilia          | +110 kg M                        |
| Karen Stives (Ben Aurthur) | Hípica                | Concurso completo ind.           |
| Conrad Homfeld (Abdullah) | Hípica                | Saltos ind.                      |
| Gregory Gibson | Lucha grecorromana    | 100 kg M                         |
| Barry Davis | Lucha libre           | 57 kg M                          |
| Andrew Rein | Lucha libre           | 68 kg M                          |
| Cynthia Woodhead | Natación              | 200 m libre F                    |
| Michele Richardson | Natación              | 800 m libre F                    |
| Betsy Mitchell | Natación              | 100 m espalda F                  |
| Amy White | Natación              | 200 m espalda F                  |
| Susan Rapp | Natación              | 200 m braza F                    |
| Jenna Johnson | Natación              | 100 m mariposa F                 |
| Nancy Hogshead | Natación              | 200 m estilos F                  |
| Mike Heath | Natación              | 200 m libre M                    |
| John Mykkanen | Natación              | 400 m libre M                    |
| George DiCarlo | Natación              | 1500 m libre M                   |
| Dave Wilson | Natación              | 100 m espalda M                  |
| Pablo Morales | Natación              | 100 m mariposa M                 |
| Pablo Morales | Natación              | 200 m estilos M                  |
| Michael Storm Robert Gregory Losey Dean Glenesk                                                                                                | Pentatlón moderno     | Equipo M                         |
| Charlotte Geer | Remo                  | Scull ind. (W1x) F               |
| Anne Marden Lisa Rohde Joan Lind Ginny Gilder Kelly Rickon                                                                                     | Remo                  | Cuatro scull (W4x) F             |
| Edward Ives Thomas Kiefer Michael Bach Gregory Springer John Stillings                                                                         | Remo                  | Cuatro con timonel (M4+) M       |
| David Clark Jonathan Smith Phillip Stekl Alan Forney                                                                                           | Remo                  | Cuatro sin timonel (M4-) M       |
| Walter Lubsen Andrew Sudduth John Terwilliger Christopher Penny Thomas Darling Fred Borchelt Charles Clapp Bruce Ibbetson Robert Jaugstetter   | Remo                  | Ocho con timonel (M8+) M         |
| Kelly McCormick | Saltos                | Trampolín 3 m F                  |
| Michele Mitchell | Saltos                | Plataforma 10 m F                |
| Bruce Kimball | Saltos                | Plataforma 10 m M                |
| Ruby Fox | Tiro                  | Pistola 25 m F                   |
| Richard McKinney | Tiro con arco         | Individual M                     |
| Scott Steele | Vela                  | Windglider M                     |
| John Bertrand | Vela                  | Finn M                           |
| Stephen Benjamin Christopher Steinfeld | Vela                  | 470 M                            |
| Randy Smyth Jay Glaser | Vela                  | Tornado M                        |
| Equipo | Voleibol              | Torneo F                         |
| Equipo | Waterpolo             | Torneo M                         |
| Robert Berland | Judo                  | –86 kg M                         |
| Bronce |                       |                                  |
| Kim Turner | Atletismo             | 100 m vallas F                   |
| Joni Huntley | Atletismo             | Salto de altura F                |
| Thomas Jefferson | Atletismo             | 200 m M                          |
| Antonio McKay | Atletismo             | 400 m M                          |
| Earl Jones | Atletismo             | 800 m M                          |
| Brian Diemer | Atletismo             | 3000 m obstáculos M              |
| Earl Bell | Atletismo             | Salto con pértiga M              |
| Dave Laut | Atletismo             | Peso M                           |
| John Powell | Atletismo             | Disco M                          |
| Evander Holyfield | Boxeo                 | 81 kg M                          |
| Leonard Nitz | Ciclismo en pista     | Persecución ind. M               |
| Ron Kiefel Clarence Knickman Davis Phinney Andrew Weaver                                                                                       | Ciclismo en ruta      | Ruta por eqs. M                  |
| Peter Westbrook | Esgrima               | Sable ind. M                     |
| Kathy Johnson | Gimnasia              | Barra de equilibrio F            |
| Mary Lou Retton | Gimnasia              | Suelo F                          |
| Mary Lou Retton | Gimnasia              | Barras asimétricas F             |
| Mitchell Gaylord | Gimnasia              | Paralelas M                      |
| Timothy Daggett | Gimnasia              | Caballo con arcos M              |
| Mitchell Gaylord | Gimnasia              | Anillas M                        |
| Guy Carlton | Halterofilia          | 110 kg M                         |
| Equipo | Hockey sobre hierba   | Torneo F                         |
| James Martinez | Lucha grecorromana    | 68 kg M                          |
| Greg Barton | Piragüismo            | K1 1000 m M                      |
| Kevin Still Robert Espeseth Douglas Herland | Remo                  | Dos con timonel (M2+) M          |
| Christina Seufert | Saltos                | Trampolín 3 m F                  |
| Wendy Wyland | Saltos                | Plataforma 10 m F                |
| Ronald Merriott | Saltos                | Trampolín 3 m M                  |
| Wanda Jewell | Tiro                  | Rifle en tres posiciones 50 m F  |
| Daniel Carlisle | Tiro                  | Foso mixto                       |
| Edward Liddie | Judo                  | –60 kg M                         |